# Maximilian Thalhammer
Maximilian Thalhammer (* 10. Juli 1997 in Freising) ist ein deutscher Fußballspieler, der seit Sommer 2024 beim Drittligisten SV Waldhof Mannheim unter Vertrag steht.

## Karriere

### Verein
Am 3. Februar 2018 gab Thalhammer sein Debüt für die Profimannschaft des FC Ingolstadt 04 gegen die SpVgg Greuther Fürth, als er in der Startelf stand und in der 67. Minute gegen Patrick Ebert ausgewechselt wurde. Das Spiel wurde 3:0 gewonnen.
Nachdem er für eine Saison an den SSV Jahn Regensburg ausgeliehen war, kehrte er 2019 nach Ingolstadt zurück.
Zur Saison 2020/21 wechselte er nach dem verpassten Aufstieg mit Ingolstadt zum gerade aus der Bundesliga abgestiegenen SC Paderborn.
Im März 2022 wurde bekannt, dass er zur neuen Saison zu seinem ehemaligen Leihverein nach Regensburg zurückkehren wird.
Nach dem Abstieg mit Regensburg im Sommer 2023 blieb er in der 2. Bundesliga und wechselte zum VfL Osnabrück.
Im Sommer 2024 wechselte er nach dem Abstieg mit Osnabrück zum neuen Ligakonkurrenten SV Waldhof Mannheim.

### Nationalmannschaft
Thalhammer war Juniorennationalspieler des DFB. Für die deutsche U20-Nationalmannschaft absolvierte er fünf Länderspiele.